# ریزیرا دی سان سابا
ریزیرا دی سان سابا (به اسلونیایی: Rižarna) یک مجموعه ساختمان ۵ طبقه آجری است که در تریسته، در شمال ایتالیا، در طول جنگ جهانی دوم به عنوان اردوگاه کار اجباری نازی‌ها برای بازداشت و کشتار زندانیان سیاسی بود، و نیز اردوگاهی انتقالی برای یهودیانی که بیشتر آنها سپس به آشویتس تبعید می‌شدند. باور بر این است که اعضای اس‌اس شامل اودیلو گلوبوکنیک و کارل فرنتسل و ایوان مارچنکو در قتل‌های این اردوگاه شرکت داشته‌اند. سازه‌های آدم‌سوزی، که تنها موارد ساخته شده در داخل یک اردوگاه کار اجباری در ایتالیا بودند، توسط اروین لامبرت نصب شدند و پیش از آزادسازی اردوگاه نابود شدند. امروزه این اردوگاه کار اجباری سابق به عنوان یک موزه مدنی فعالیت می‌کند.